# Ma Siju
Ma Siju (25 avril 1920-13 octobre 2014) est une pianiste, violoncelliste et éducatrice chinoise.

## Biographie
Ma Siju est née le 25 avril 1920 dans le district de Haifeng situé dans la province du Guangdong. Elle commence l'étude du piano à 10 ans et, après avoir déménagé à Shanghai en 1934, elle étudie à l'université nationale centrale de Nankin avec son frère Ma Sicong (en),. 
Elle décède de maladie le 13 octobre 2014.